# 高桥站 (杭州市)
高桥站是杭州地铁6号线的一个车站，位于中华人民共和国浙江省杭州市富阳区银湖街道银湖街道金桥北路与高桥西路交叉路口，沿金桥北路设置。于2020年12月30日开通运营。

## 车站结构
高桥站为地下二层岛式车站。站台宽度12.6米，车站总建筑面积约为11600平方米。

### 楼层分布
| 1层  | 地面               | 出入口                                     |  |  |
| -1层 | 站厅               | 自动售票机、客服中心、安检通道、车站控制室 |  |  |
| -2层 |                    | █ 6号线 往桂花西路（公望街）               |  |  |
|      | 岛式站台，左侧开门 |                                            |  |  |
|      |                    | █ 6号线 往枸桔弄（富阳客运中心）           |  |  |

## 历史
- 2020年12月30日，本站随6号线一起开通。